# 徐志涛
徐志涛（1973年2月—），男，满族，中华人民共和国政治人物。曾任中共中央统战部七局局长。现任西藏自治区人民政府副主席。